# تارو آسو
تارو آسو (به ژاپنی: 麻生 太郎) (زادهٔ ۲۰ سپتامبر ۱۹۴۰)، سیاستمدار اهل ژاپن و ۹۲امین نخست‌وزیر ژاپن از ۲۴ سپتامبر ۲۰۰۸ تا ۱۶ سپتامبر ۲۰۰۹ بود. وی در انتخابات سال ۲۰۰۹ شکست خورد.
آسو برای اولین بار در سال ۱۹۷۹ به مجلس نمایندگان انتخاب شد. وی در نقش‌های مختلفی از جمله وزیر امور خارجه از ۲۰۰۵ تا ۲۰۰۷ فعالیت کرد و در سال ۲۰۰۸ دبیرکل حزب لیبرال دموکرات (LDP) شد و همچنین این نقش را بر عهده داشت به‌طور موقت در سال ۲۰۰۷. وی بعداً در سپتامبر ۲۰۰۸ به عنوان رئیس LDP انتخاب شد و در همان ماه نخست‌وزیر شد. وی یک سال بعد LDP را به بدترین نتیجه انتخابات در تاریخ خود رساند و در ژاپن پس از جنگ جهانی دوم تنها برای دومین بار بود که یک حزب حاکم در انتخابات مجدد باخت. LDP پس از انتخابات ۲۰۱۲ زیر نظر شینزو آبه به دولت بازگشت و آسو به عنوان معاون نخست‌وزیر و وزیر دارایی به کابینه منصوب شد.

## سال‌های آغازین
آسو، یک کاتولیک، در ۲۰ سپتامبر ۱۹۴۰ در ایذوکا در استان فوکوکا متولد شد. پدرش، تاکاکیچی آسو، رئیس شرکت سیمان آسو و یکی از نزدیکان نخست‌وزیر کاکوئی تاناکا بود؛ مادر وی کازوکو آسو دختر نخست‌وزیر شیگرو یوشیدا بود. تارو همچنین نوه بزرگ Ōkubo Toshimichi است، و همسرش Chikako سومین دختر نخست‌وزیر Zenkō Suzuki است. خواهر کوچکتر او، نوبوکو، پرنسس توموهیتو از میکاسا، پسر عموی عموی امپراتور آکیهیتو است.

## تحصیلات
آسو از دانشکده سیاست و اقتصاد در دانشگاه گاکوشین و دانشکده اقتصاد لندن فارغ‌التحصیل شد.

## زندگی حرفه‌ای
قبل از اینکه ناآرامی‌های داخلی وی را مجبور به بازگشت به ژاپن کند، Asō دو سال برای کار در استخراج الماس در سیرالئون کار کرد. سپس در سال ۱۹۶۶ به شرکت پدرش پیوست و از سال ۱۹۷۳ تا ۱۹۷۹ به عنوان رئیس شرکت استخراج معادن آسو خدمت کرد و در این شرکت کار کرد، در دهه ۱۹۶۰ در برزیل زندگی کرد و به زبان پرتغالی تسلط داشت. وی همچنین در بازی‌های المپیک تابستانی ۱۹۷۶ مونترال و رئیس اتاق نوجوانان ژاپن در ۱۹۷۸ عضو تیم تیراندازی ژاپن بود.

## زندگی سیاسی

### وزیر کابینه
وی در سال ۲۰۰۳ به عنوان وزیر امور داخلی و ارتباطات به کابینه Jun'ichirō Koizumi پیوست. در ۳۱ اکتبر ۲۰۰۵، وی وزیر امور خارجه شد. برخی گمانه زنی‌ها وجود دارد که موقعیت وی در کابینه به دلیل عضویت در Kōno Group، یک گروه انتخاباتی حزب دمکراتیک حزب دموکراتیک به رهبری یوهی کینو، نماینده طرفدار چین بود.

### کاندیدای رهبری LDP
آسو یکی از نامزدهای نهایی برای جایگزینی کویزومی به عنوان نخست‌وزیر در سال ۲۰۰۶ بود، اما در انتخابات حزب داخلی با اختلاف زیاد به شینزو آبه باخت. آبه و آسو در موضوعات سیاست خارجی محافظه کار هستند و در قبال برخی از کشورهای شرق آسیا، به ویژه کره شمالی و تا حدودی جمهوری خلق چین مواضع تقابلی اتخاذ کرده‌اند. آبه یک سیاستمدار «معتدل» تر از «تندتر» آسو در نظر گرفته شد، و در نظرسنجی در ژاپن آسو را رهبری کرد. نظرات آسو در مورد چند جانبه گرایی در سخنرانی ۲۰۰۶، «قوس آزادی و سعادت: افق‌های دیپلماتیک در حال گسترش ژاپن» مطرح شده‌است.
عاصی اذعان کرد که به احتمال زیاد مقابل فوکودا شکست خواهد خورد، اما گفت که او می‌خواهد کاندیدا شود تا یک انتخابات آزاد برگزار شود، گفت که در غیر این صورت LDP با انتقاد به دلیل انتخاب «از طریق معاملات اتاق پشت». در انتخابات رئیس‌جمهور، که در ۲۳ سپتامبر برگزار شد، فوکودا با کسب ۳۳۰ رأی در مقابل ۱۹۷ رأی برای اسو، آسو را شکست داد.
در ۱ اوت ۲۰۰۸، فوکودا، آسو را به عنوان دبیرکل LDP منصوب کرد، اقدامی که موقعیت آسو را به عنوان مرد شماره دو حزب تثبیت کرد.

### نخست‌وزیری ژاپن
فوکودا به‌طور غیرمنتظره‌ای در ۱ سپتامبر ۲۰۰۸ استعفای خود را از نخست‌وزیری اعلام کرد. پنج عضو LDP از جمله آسو برای جانشینی فوکودا به عنوان رئیس حزب جدید کاندید شدند. گفته می‌شود که در ۲۱ سپتامبر، یک روز قبل از رای اعضای حزب رژیم، به جمعیت طرفداران خارج از توکیو گفت: "بزرگترین نگرانی در حال حاضر اقتصاد است." "آمریکا با یک بحران مالی روبرو است … ما نباید اجازه دهیم که ما نیز سقوط کند." سرانجام در ۲۲ سپتامبر، آسو پیروز شد. وی با ۳۵۱ رأی از ۵۲۵ رأی (۲۱۷ از ۳۸۴ عضو حزب رژیم، ۱۳۴ از ۴۷ شعبه استان) به عنوان رئیس LDP انتخاب شد. Kaoru Yosano , Yuriko Koike , Nobuteru Ishihara , Shigeru Ishiba به ترتیب ۶۶، ۴۶، ۳۷، ۲۵ رأی آوردند.
دو روز بعد در ۲۴ سپتامبر، آسو توسط رژیم به عنوان نخست‌وزیر منصوب شد و در همان شب توسط امپراتور رسماً به دفتر منصوب شد. در مجلس نمایندگان (مجلس عوام)، او ۳۳۷ رای از ۴۷۸ رای به دست آورد. در مجلس شورایین (ایوان بالا)، ایچیرا اوزاوا، رئیس حزب مخالف اصلی حزب دموکرات ژاپن، با دو بار آرا انتخاب شد. از آنجا که در کمیته مشترک هر دو مجلس توافق حاصل نشده‌است، همان‌طور که در قانون اساسی آمده‌است، قطعنامه مجلس نمایندگان به قطعنامه رژیم تبدیل شد. آسو گزارش شده‌است، «اگر به دوره فعلی نگاه کنید، این یک دوره پایدار نیست.» و «این اوضاع آشفته با وضعیت مالی و هر چیز دیگری است.»